# 산살바도르섬

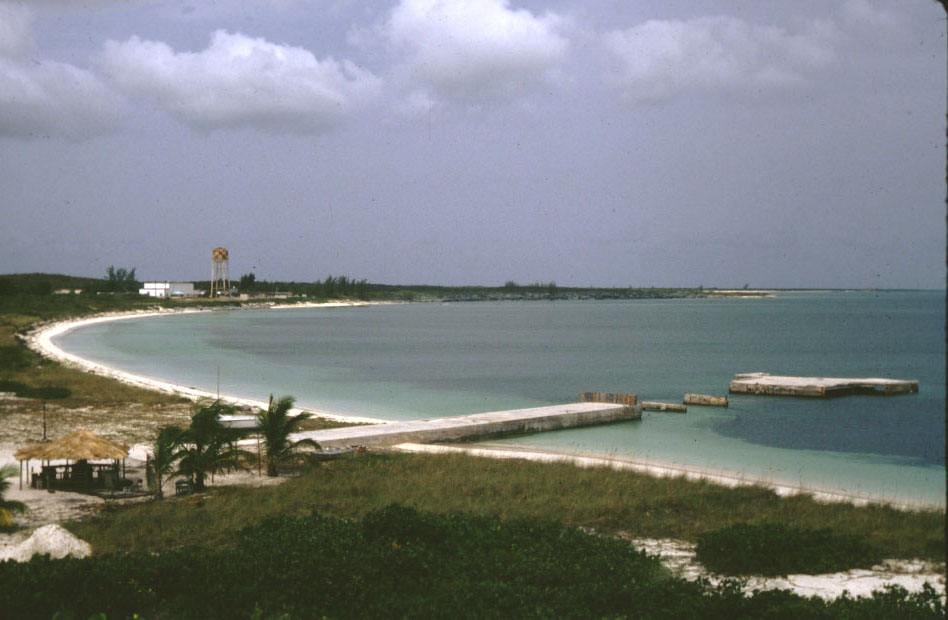

산살바도르섬(영어: San Salvador Island)은 바하마 제도에 있는 섬으로 면적은 163km2, 인구는 930명(2010년 기준)이다. 1492년 10월 12일에 크리스토퍼 콜럼버스가 처음으로 도착한 섬으로 여겨진다. '신성한 구세주'라는 뜻을 가지고 있으며 신의 가호를 받아서 섬을 발견했다고 하여 붙인 이름이다.
훗날 해적 와틀링의 근거지가 되는 바람에 그의 이름을 따서 1680년대부터 1925년까지는 와틀링섬(Watlings Island)이라고 부르기도 했다. 미국의 케이프커내버럴에서 발사되는 미사일의 항적 관측소가 있다.